# Bangalala
Bangalala è una circoscrizione (ward) della Tanzania situata nel distretto di Same, regione del Kilimangiaro. Conta una popolazione di 4 607 abitanti (censimento 2022).